# 樫尾俊雄
樫尾 俊雄（かしお としお、1925年（大正14年）1月1日 - 2012年（平成24年）5月15日）は、日本の発明家。カシオ計算機創業メンバーの「樫尾四兄弟」の一人（次男）。四兄弟の役割分担では開発を担い、世界初の小型純電気式計算機「14-A」、世界初のオートカレンダー搭載腕時計「カシオトロン」、電子楽器「カシオトーン」など数々のヒット商品の開発に貢献。カシオ計算機会長を務めた。

## 経歴・人物
共同名義のものを含め、生涯で313件の特許を取得した。
東京府東京市京橋区（現・東京都中央区）出身。子どもの時から、じっと動かずにいつまでも考え事にふけっていることが多かった。算数が得意で、先生に教わっていない解き方を自分で考え出して、弟に教えていた。小学生の時にトーマス・エジソンの伝記を読んで触発され、発明の道に進んだ。
1940年に電機学校（現・東京電機大学）を出て逓信省に入省。10代のころから研究一筋で、モールス信号の送信の研究に青春をささげた。1946年、逓信省を退官し、兄・樫尾忠雄の樫尾製作所に参加する。1957年、カシオ計算機の設立に際し、兄弟とともに創業メンバーとなり、取締役技術部長を務めた。開発を牽引し、1970年からは開発本部長を務めた。1988年から会長、2011年から名誉会長を務めた。
樫尾製作所時代に「指輪パイプ」を発明した。これは、戦時中の物資が不足している時代に貴重品であったタバコを根元まで吸えるよう、また、仕事しながらでも吸えるよう、タバコを刺してではなく挿して吸える、指輪型のパイプであった。これが大いに売れ、後の計算機開発の資金となった。
カシオ計算機時代には、同社の第1号製品である、世界初の小型純電気式計算機「14-A」を開発した。341個のリレー素子により14桁の四則演算ができる回路を考案し、事務部門に導入できる大きさの計算機を実現した。この「14-A」は1957年に発売され、車1台の値段に相当する485,000円という価格にもかかわらず、官公庁や企業などに普及した。「14-A」は当時の機械式計算機で採用されていた、桁ごとに10個の数字キーがあるフルキー方式ではなく、数字キーが全体で10個しかないテンキー方式を採用。計算の過程で入力する数字がいちど消えて答えが表示されるシングルディスプレイとともに、現在の電卓でスタンダードとなっているインターフェイスを備えていた。
その後も俊雄は科学技術用計算機などの開発により計算機メーカーとしてのカシオの地位を不動のものとし、計算機の普及によって事務の効率化や科学技術の発展に貢献した。
1960年代、電子式卓上計算機が登場して計算機が机の上に載るサイズになった頃、俊雄は「回路は印刷して構成することもできる。いまに電卓はマッチ箱サイズにまで小さくなる」と、その後の電卓の小型化を予言している。 
俊雄は計算機の技術を応用して新たな事業分野の創造に取り組んだ。「時間は1秒ずつの足し算である」と着想し、年月日・時分秒・曜日という時のすべての情報を計算技術で算出することにより、世界初のオートカレンダー搭載腕時計「カシオトロン」を開発し1974年に発売。計算機メーカーの突然の時計市場への参入に業界は驚愕したが、俊雄は「他社と競合するつもりはない。私たちがつくるのは、今までになかった新しい時計だ」と発言している。
さらに電子楽器「カシオトーン201」を開発し、1980年に発売した。樫尾俊雄は音楽を愛し、自身もさまざまな楽器の演奏を試みたが習得できなかったという経験から「自然な楽器の音色で誰もが簡単に演奏を楽しめる楽器」を開発しようと考えた。何事も原理から究明しないと気が済まない性格の俊雄は、耳の構造や鳥の鳴き声などの音の研究に没頭した。ある日「カシオ」を逆回転再生したら「オシカ」になるのではないかと思ってオープンリールテープレコーダーで試したところ、意に反して「オイサッ」と聞こえたことから、音には複数の構成要素があることに気づき、これを個別に生成して合成すれば自然楽器に近い音が出せるという考えにたどりついた。この着想から2つの回路で生成した音を合成する「子音母音システム」を開発し「カシオトーン201」に搭載した。1号機なのに「201」という型番がついているのは「2つの音を合成する1号機」という意味をこめたことによる。 
俊雄は、計算機の時代から事務機器の開発にも情熱を注いでいた。事務に不可欠な印刷技術の開発にも取り組み、インクジェットプリンタを開発し、特許を取得している。
事務用情報処理装置の開発にも取り組み、1989年には「ADPS（アドプス）」を発売した。これは担当者が伝票を入力するだけで、ユーザーがプログラムを組むことなく、経営に関する情報をさまざまな角度から出力できるハードウェア装置であった。
生涯を発明家として過ごした俊雄は、長くカシオ計算機の社長を務めた樫尾四兄弟の長兄・忠雄が、社長の後任を兄弟へ打診した際も「自分は研究に専念したい」と固辞した。会長職に就いた後も、亡くなる直前まで音や情報の研究に打ち込んだ。
1984年、藍綬褒章を受章。2000年には米国家電協会より、業界への貢献に対して生涯業績賞を授与された。2007年、東京電機大学から名誉博士号を授与された。
没後の2013年に、東京・成城の自宅の一部を用いて、樫尾の業績を記念した「樫尾俊雄発明記念館」が開設された。また自宅庭園部分の一部についても「成城4丁目発明の杜」として公開されている。

## 発明のスタイル
俊雄は発明家として「0から1を生み出す」「発明は必要の母」という言葉を残している。
ユーザーが求めるものをつくることは発明ではなく、まだこの世になく、誰も考えついていないが、あれば誰もが必要とする「普遍的な必要性」というものがある。これを発見して、解決するプロダクトを生み出すのが「発明」という行為であると考えていた。 
「企業間競争という言葉は嫌いだ。企業は社会に貢献するものであり、その貢献度に応じて企業はユーザーから対価を得る。だからいいものをつくることに集中すれば、利益は後からついてくる。最初から儲けようとしてはいけない」と発言している。
「記憶は思考を阻害する」と発言しており、他社の競合製品は参考にせず、書籍による情報にも頼らなかった。同様の考えを持つ哲学者ショーペンハウエルの言葉をしばしば会話で引用していた。また「記憶は思考を阻害する」という樫尾俊雄の言葉は、外山滋比古の著書「知的生活習慣」にも引用されている。俊雄は発明をすべて紙と鉛筆だけでおこない、コンピュータなどのツールは使わなかった（音源の研究を除く）。
発明にいったん没頭し始めると、寝食を忘れて打ち込んでいた。インクジェット技術の開発時には夜中に自宅のキッチンに入り浸り、注射器をあぶって熱でインクを噴出させる実験に打ち込んでいた。
80歳を過ぎてもしばしば徹夜することがあり、それでも翌日には出社していた。
最も情熱を傾けていた楽器の音源研究を助けようと部下がコンピュータシステムをつくって自宅に運び込んだところ、大いに喜んで研究を始めたが、食事も取らず、風呂にも入らず、夜も寝ずに研究に打ち込んだため、体を壊すことを家族が心配して装置一式を会社に移させたところ、毎日出社して音づくりの研究を続けていた。
使いやすいUIに強いこだわりを持っていた。「14-A」の10キーやシングルディスプレイもその一つである。カシオの電卓に表示される数字のデザインは、俊雄が傾きの角度まで指定して決めたものである。俊雄は「取扱説明書は不要でなければならない」という考えを持っており、デジタルカメラにはディスプレイがあるのだから、カメラ自身がディスプレイでユーザーに操作を教えるべきだという主張もしていた。

## 趣味・関心
クラシック音楽を愛好し、特にラヴェルの「ボレロ」をよく聴いていた。自宅の書斎（現在の樫尾俊雄発明記念館の創造の部屋）にはオーディオセットを置き、音響を良くするために背後に大理石の壁をつくらせた。
宇宙について多大な関心を持っていた。音楽家の冨田勲氏とは宇宙の話で意気投合し、星の光の変化をも音に変換できる「コスモシンセサイザー」を共同開発した。仕事中も宇宙の話に没頭し、2時間以上も話し続けることがあった。
発明に打ち込むあまり、興味がないことには注意が向かない一面があった。特に道を覚えるのが苦手で、会社の応接室でお客と会った後、会長室まで戻れずに給湯室に迷い込んだり、車でゴルフに出かけても家に戻れなかったりした。車で家に戻れないことに困った俊雄は発明で解決しようと考え、カーナビゲーションシステムを考案した。これはハンドルとタイヤに組み込んだ装置で進んだ距離と曲がった方向を記録し、戻る時にはこれを逆に再生して曲がる場所と方向を指示するというものだった。カーナビが登場するよりはるか前の先駆的なアイディアだったが、兄弟から「そんなものを使うのは方向音痴のお前しかいない」と笑われ、また一方通行を逆走できない、目的地を1つしか設定できないといった欠点もあったため、実用化はされなかった。

## 親族
カシオ計算機設立時の社長である樫尾茂(1898〜1986)は父。樫尾忠雄、樫尾和雄、樫尾幸雄は兄弟である。四兄弟はたいへん仲がよく、樫尾四兄弟、カシオ四兄弟、電卓四兄弟などの異名をとった。後年、幸雄は「電卓四兄弟」という本を出版した。
2015年より2023年までカシオ計算機社長を務めた樫尾和宏、公益財団法人カシオ科学財団評議員長やカシオ計算機取締役専務執行役員を歴任した樫尾彰、カシオテクノ取締役や公益財団法人カシオ科学財団評議員、カシオ計算機執行役員、上席執行役員CS本部長を務めた樫尾哲雄は甥にあたる。
カシオ科学振興財団理事長や樫尾俊雄記念財団理事長、カシオ計算機執行役員、上席執行役員法務・知的財産統轄部長、コーポレートコミュニケーション統轄部長、営業本部長などを務めたコーポレートコミュニケーション本部長の樫尾隆司は息子にあたる。